# مايك بار (كرة سلة)
مايك بار (بالإنجليزية: Mike Barr)‏ مواليد 19 أكتوبر 1950 في كانتون، هو لاعب كرة سلة أمريكي معتزل. بدأ مسيرته الاحترافية في سنة 1972. تم اختياره من قبل فريق شيكاغو بولز خلال الدرافت. حمل الرقم 34. يبلغ طوله 6 قدم 3 بوصة (1.9 م). اعتزل اللعب في 1978. أحرز خلال مسيرته في الإن بي إيه 1804 نقطة بمعدل 5.9 نقاط في المباراة الواحدة.

## روابط خارجية
- مايك بار على موقع إن بي أي (الإنجليزية)
- مايك بار على موقع سبورتس رفرنس (الإنجليزية)
- مايك بار على موقع كلية كرة السلة في سبورتس رفرنس.كوم (الإنجليزية)
- مايك بار على موقع ريلجم (الإنجليزية)
- مايك بار على موقع بروبوليرز (الإنجليزية)